# Povegliano
Povegliano ist eine nordostitalienische Gemeinde (comune) mit 5100 Einwohnern (Stand 31. Dezember 2023) in der Provinz Treviso in Venetien. Die Gemeinde liegt etwa 10,5 Kilometer nordnordwestlich von Treviso. 

## Persönlichkeiten
- Pietro Pavan (1903–1994), Kardinal
- Adolfo Grosso (1927–1980), Radrennfahrer